# Edith Summerskill
Edith Clara Summerskill, la baronesa de Summerskill CH PC (19 de abril de 1901 - 4 de febrero de 1980), fue una médica británica, feminista, política laborista y escritora. Fue nombrada para formar parte del Consejo Privado en 1949.

## Biografía
Summerskill se educó en el King's College de Londres y fue admitida en la escuela de medicina del Charing Cross Hospital Medical School, una de las primeras mujeres en ser admitida en la escuela de medicina. Fue una de las fundadoras de la Socialist Health Association, que encabezó el Servicio Nacional de Salud (1948). Ella presionó por la igualdad de derechos de las mujeres en la Home Guard británica. En 1938, participó en la Asociación de Mujeres Casadas para promover la igualdad en el matrimonio. Fue resultado de una escisión de un grupo anterior, con Juanita Frances como su primera presidenta. Summerskill se convirtió en su primera directora.[cita requerida]

## Parlamento
Summerskill entró en la política a los 32 años cuando le pidieron que luchara contra los Green Lanes en Harringay en las elecciones del Consejo del Condado de Middlesex. A continuación sirvió como concejal en el Consejo del Condado de Middlesex desde 1934 hasta 1941. Se postuló para un escaño en la Cámara de los Comunes sin éxito en la elección de Putney en 1934 y Bury en las elecciones generales de 1935, antes de convertirse en Miembro Laborista del Parlamento (MP) por Fulham West en una elección parcial en 1938 gracias al voto de las mujeres trabajadoras. Causó cierta inquietud al tomar asiento con su apellido de soltera. Cuando se abolió el distrito electoral de Fulham West para las elecciones generales de 1955, volvió a la Cámara de los Comunes como diputada de Warrington.
Summerskill fue incluida en el gobierno laborista de Clement Attlee tras la victoria electoral en 1945. Fue Secretaria Parlamentaria en el Ministerio de Alimentación, y luego fue ascendida al Ministerio de Seguridad Social Nacional, encabezando el departamento como Ministra de Seguridad Nacional, aunque sin llegar a ser ministra del gabinete.
Además de su posición en el gobierno, Summerskill también sirvió en el Comité de Escrutinio de Honores Políticos de la Cámara de los Comunes de 1967 a 1976.
Summerskill fue secretaria parlamentaria del Ministerio de Alimentación (1945–50) y Ministra de Seguridad Social (1950–51). Fue miembro del Comité Ejecutivo Nacional del Partido Laborista de 1944 a 1958 y  presidenta del Partido Laborista (1954-5). Dejó la Cámara de los Comunes en 1961 y fue nombrada par vitalicia como la baronesa Summerskill, de Ken Wood en el condado de Londres el 4 de febrero de 1961. Además, recibió un reconocimiento adicional al ser iniciada en la Orden de los Compañeros de Honor (CH) en 1966.
Summerskill aparece en una lista selecta de miembros de la Sociedad Fabiana de 1942 a 1947, mostrando continuidad y prestigio. Feminista activa, jugó un papel decisivo en la promoción de la causa de las mujeres durante ese período, comenzando con la Ley de Leche Limpia en 1949. Más tarde, como presidenta de la Asociación de Mujeres Casadas, hizo campaña dentro y fuera del parlamento para garantizar la igualdad de derechos de las amas de casa y de las mujeres divorciadas, lo que resultó en la Ley de propiedad de las mujeres casadas en 1964 y la Ley de hogares matrimoniales en 1967.

## Cartas a mi hija
Durante la década de 1950, Summerskill escribió una serie de cartas a su hija Shirley, quien, como su madre, era una feminista activa. Shirley estudiaba medicina en Oxford en ese momento y más tarde se convertiría en médico y miembro del Parlamento y del Gabinete. Las cartas de Edith Summerskill a Shirley se recopilaron y publicaron en un libro Letters to My Daughter (1957). Summerskill describe su creencia de que las mujeres son superiores a los hombres en casi todos los sentidos. En apoyo de tal teoría, Summerskill presenta tres "hechos": en primer lugar, que sólo las mujeres pueden disfrutar de dos mundos de empresa creativa, el biológico y el intelectual. En segundo lugar, sugiere que las mujeres son físicamente más fuertes, viven más, son constitucionalmente más resistentes y tienen mayor resistencia. Finalmente, ella creía que las mujeres tienen el mismo intelecto, si no mayor, que los hombres.

Aunque el libro de Summerskill contiene solo las cartas de Edith a su hija, la respuesta de la madre a las preguntas planteadas por la hija crea un sentido de diálogo continuo entre las dos, sobre temas de educación para mujeres, igualdad y logros. En respuesta a la pregunta de Shirley sobre el papel que desempeñan las mujeres casadas en los asuntos del país, su madre escribe:
“La insistente demanda de reconocimiento de las mujeres en esferas de trabajo fuera del hogar, que ha tenido lugar silenciosa pero incansablemente en el transcurso de los últimos cien años, ha sido concedida a regañadientes. Como médico y miembro del Parlamento soy plenamente consciente del hecho de que las puertas tanto de las facultades de medicina como de la Cámara de los Comunes tuvieron que ser forzadas por mujeres furiosas y frustradas antes de que se reconocieran sus derechos. Sería bastante inexacto sugerir que fuimos bien recibidas en las universidades o en la vida pública "(143).
Summerskill lucha constantemente y crea conciencia sobre la igualdad de derechos de las mujeres. En respuesta a la queja de Shirley sobre "la pregunta común" de las antifeministas, "¿Por qué no han alcanzado más mujeres la eminencia en las artes y las ciencias?" Ella responde: "Personalmente me asombra que tantas se hayan distinguido a pesar de las condiciones que les ha impuesto la sociedad" (181). Summerskill sostiene que a pesar de las dificultades y los prejuicios, las mujeres están progresando y han conseguido éxitos en la música, las artes visuales y la literatura, así como algunos avances en la ciencia y la tecnología (181). Sin embargo, la conclusión de Summerskill en 1956 es similar a la que Virginia Woolf había alcanzado veinticinco años antes. Woolf afirma que incluso cuando se superan todos los obstáculos externos, ella, o cualquier otra mujer, no ha resuelto el problema de "mis propias experiencias como cuerpo" (1942: 206); Edith Summeskill hace la concesión paralela de que, para una mujer, la "fuerza más poderosa que la saca del curso" es el "impulso biológico de tener una familia" (187).
Summerskill se casó en 1925 con el Dr. Jeffrey Samuel. Sus hijos tomaron el apellido de su madre. Su hija, Shirley Summerskill, también fue médica, miembro del parlamento y ministra de gobierno. Su nieto Ben Summerskill fue director ejecutivo de la organización benéfica británica por la igualdad de los homosexuales Stonewall en 2003.

## Publicaciones
- Babies without Tears, (1941)
- Wanted—babies: A trenchant examination of a grave national problem, (1943)
- Letters to my Daughter, (1957)
- The Ignoble Art, (1957)
- A Woman's World: Memoirs, (1967)